# La Tchadienne
La Tchadienne je državna himna Čada. Napisal jo je Louis Gidrol s skupino študentov, uglasbil jo je Paul Villard. Himna je od neodvisnosti leta 1960.

## Besedilo
Peuple Tchadien, debout et à l'ouvrage!
Tu as conquis la terre et ton droit;
Ta liberté naîtra de ton courage.
Lève les yeux, l'avenir est à Toi.
O mon Pays, que Dieu te prenne en garde,
Que tes voisins admirent tes enfants.
Joyeux, pacifique, avance en chantant,
Fidèle à tes anciens te regardent.
Peuple Tchadien, debout et à l'ouvrage!
Tu as conquis la terre et ton droit;
Ta liberté naîtra de ton courage.
Lève les yeux, l'avenir est à Toi.

### Prevod
Ljudje Čada, pristopite k delu!
Osvojili ste zemljo in svoje pravice;
vaša svoboda bo rojena iz vašega poguma.
Dvignite pogled, prihodnost je v vaših rokah.
O domovina, Bog naj te brani,
naj sosedi občudujejo tvoje sinove.
Vesela, mirna, v pesmi napreduj,
zvesta očetom, ki te opazujejo.